# La Reforma, Acatlán de Pérez Figueroa
La Reforma är en ort i Mexiko.   Den ligger i kommunen Acatlán de Pérez Figueroa och delstaten Oaxaca, i den sydöstra delen av landet, 300 km öster om huvudstaden Mexico City. La Reforma ligger 106 meter över havet och antalet invånare är 181.
Terrängen runt La Reforma är huvudsakligen platt, men söderut är den kuperad. Terrängen runt La Reforma sluttar österut. Runt La Reforma är det ganska tätbefolkat, med 65 invånare per kvadratkilometer. Närmaste större samhälle är Tetela, 2,8 km norr om La Reforma. Omgivningarna runt La Reforma är en mosaik av jordbruksmark och naturlig växtlighet.